# Le Duel (nouvelle)
Pour les articles homonymes, voir Le Duel.
Le Duel (en russe : Дуэль) est une nouvelle d'Anton Tchekhov parue en 1891.

## Historique
Le Duel est une longue nouvelle initialement publiée en feuilleton dans plusieurs livraisons de la revue russe Temps nouveaux : numéros 5621, 5622, 5624, 5628, 5629, 5635, 5642, 5643, 5649, 5656 et 5657. C'est la seule nouvelle de l'auteur dont l'action se déroule au Caucase.
Selon Maxime Gorki, cette nouvelle était l'une des nouvelles d'Anton Tchekhov que préférait Léon Tolstoï.

## Résumé
L’action se déroule au bord de la mer Noire, dans une ville occupée depuis peu par les Russes. La chaleur y est accablante ; l’action et le travail, difficiles.
Ivan Laïevski, fonctionnaire de 28 ans, se confie à son ami Alexandre Samoïlenko, médecin militaire apprécié de tous. Il n’aime plus Nadéjda, sa compagne. Ils ne sont pas mariés, car elle est toujours mariée à un homme en Russie qu’elle a quitté pour vivre avec Laïevski. Il a des scrupules à la rejeter puisqu'elle n’a que lui, et que tous deux n’ont aucune fortune, vivant loin de leur famille dans le Caucase. Samoïlenko lui conseille de se marier avec Nadéjda.
Samoïlenko fait table d’hôte chez lui. Il a deux pensionnaires à chaque repas : Von Koren, un zoologue qui fait des recherches et le diacre Pobédov. Von Koren est très remonté contre Laïevski. Il ne supporte pas son oisiveté, les dettes qu’il fait, sa fausseté. Ses seuls talents sont, selon lui, jouer aux cartes et boire de la bière.
Nadéjda, de son côté, souffre aussi de cet exil. Elle a besoin d’amour physique. Elle s’ennuie. Elle a eu une aventure sans lendemain avec le commissaire de police Kiriline, qu'elle fuit depuis. Elle se considère comme la plus belle jeune femme de cette ville. Elle doit trois cents roubles au marchand Atchmianov et pense à se donner à son fils pour effacer sa dette.
Maria Bitiougova, ayant appris la mort de son mari, la prie de régulariser sa situation avec Laïevski par un mariage. Devant son refus, elle lui dit ses quatre vérités : sa maison qui est mal tenue, sa saleté, son indolence, le fait qu’elle est rejetée par tout le monde, excepté elle. 
Laïevski veut emprunter trois cents roubles à Samoïlenko pour prendre le bateau et retourner en Russie. Ce dernier va emprunter cent roubles chez Von Koren qui se désole que Samoïlenko veuille aider Laïevski. Il consent cependant le prêt à condition que Samoïlenko obtienne de Laïevski l’assurance qu’il parte avec Nadéjda ou la fasse partir en premier.
Il se joue une comédie entre Laïevski, qui ment à tout le monde pour emprunter de l’argent et cacher son départ à Nadéjda, et Nadéjda, qui veut cacher à Laïevski qu’elle l’a trompé.
Kiriline impose à Nadéjda de recoucher avec lui. Laïevski, comme un petit garçon à bout de nerfs, provoque Von Koren en duel. Le fils d’Atchmianov, amoureux fou de Nadéjda, conduit Laïevski dans la maison où Nadéjda et Kiriline sont couchés. Puis, c’est le duel, à l’aube. Laïevski tire et rate Von Koren. Le diacre qui assiste en cachette au duel crie et fait dévier la balle de Von Koren qui ne fait qu’effleurer le cou de Laïevski.
Laïevski pardonne à Nadéjda par l’aveu d’une nouvelle faiblesse : « Je n’ai personne d’autre que toi ».

### Épilogue
Trois mois plus tard, c’est le jour du départ de Von Koren. À la demande de Samoïlenko, il va saluer Laïevski. Ce dernier a changé totalement de vie : il loge dans une annexe de la maison de Samoïlenko, vit comme un mendiant et travaille du matin au soir pour payer ses dettes. En outre, il s'est marié avec Nadéjda.
La dernière image est une comparaison entre la barque où a pris place Von Koren qui avance de deux pas et recule d’un dans la houle et la recherche de la vérité où l’homme tâtonne.

## Extrait
Von Koren : « L’humanité primitive était protégée contre des gens comme Laïevski par la lutte pour la vie et la sélection naturelle ; mais maintenant notre culture a considérablement affaibli l’une et l’autre et nous devons nous occuper nous-mêmes de la suppression des faibles et des inutiles, sinon, quand les Laïevski se seront multipliés, la civilisation sera perdue… »

## Les personnages
- Ivan Laïevski : le héros, faible, inconstant.
- Nadéjda : Mariée contre sa volonté à un homme qu’elle n’aimait pas, elle l’a quitté pour vivre avec Laïevski.
- Alexandre Samoïlenko : Médecin militaire, est l’ami de tous.
- Von Koren : Zoologue, partisan de la sélection naturelle, il hait Laïevski.

## Édition française
- Le Duel, traduit par Édouard Parayre, Éditions Gallimard, Bibliothèque de la Pléiade, 1970.
- Perrin, Paris, 1902, traduit par Henri Chirol : Un duel. C'est le premier récit de Tchekhov traduit en français.